# Mingdynastins nio garnisoner

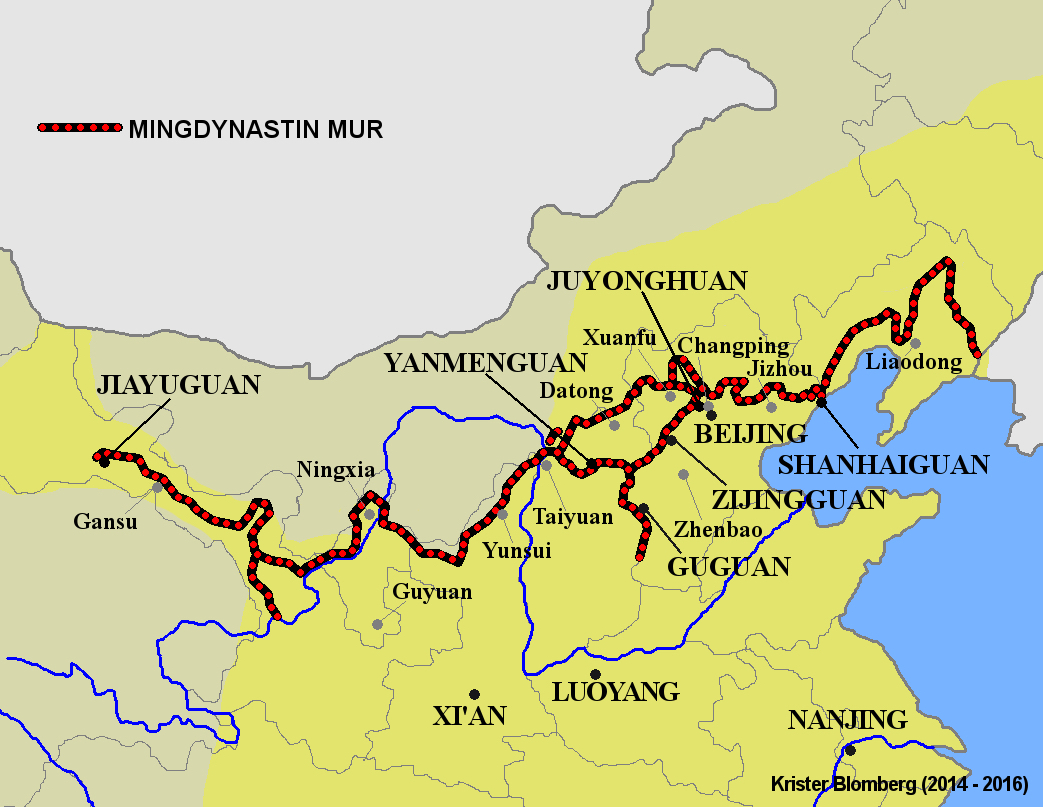
Kinesiska muren Mingdynastin. De gråa punkterna markerar högkvarteren för militärgarnisonerna.

Mingdynastins nio garnisoner (九边 alt. 九镇) var ett system för bevakningen av den nordliga gränsen och Kinesiska muren som infördes successivt under Mingdynastin (1368-1644). Ursprungligen var det nio garnisoner, men systemet utökades till elva. Varje garnison styrdes från en garnisonsstad som förstärktes militärt. Högkvarteren i  de befästa garnisonstäderna var ofta militära fort som var strategiskt placerade vid viktiga passager. Ledningen av garnisonerna fördelades på tre överbefälhavare: Jiliao, Xuanda och Shaanxi Sanbian. Varje garnison hade ett militärt garnisonbefäl, men också en civil administration. Totalt 300 000 soldater och civila ingick i systemet.

## Garnisoner under Jiliao
Jiliao är förkortning för Jizhou  och Liaodong. Följande garnisoner ingår under Jiliaos styre:
- Liaodonggarnisonen (辽东) hade sitt högkvarter i Liaoyang. Ansvarsområdet var från Hushanmuren vid koreanska gränsfloden Yalu i öster till Shanhaiguan i väster. Totalt 975 km.
- Jizhougarnisonen (蓟州), även kallad Ji. Garnisonen grundades av kejsar Yongle (r. 1402-1424).[2]  Högkvarteret var sannolikt placerat i Santunying nordväst om Qianxi. Ansvarsområdet var kinesiska muren från Shanhaiguan i öster till Juyongpasset norr om Peking. Totalt 600 km.[3][4]
- Changpinggarnisonen (昌平) grundades av kejsar Jiajing (r. 1522-1567).[2] Högkvarteret låg i Changping nordväst om Peking. Ansvarsområdet var skyddet av huvudstaden och de kejserliga gravarna. Sträckningen var den inre delen muren från Jiankou norr om Peking där muren delar sig och mot sydväst till Zijingguan utanför Yi härad, Totalt 230 km.
- Zhenbaogarnisonen (真保) grundades av kejsar Jiajing (r. 1522-1567).[2] Högkvarteret låg i Baoding. Ansvarsområdet var den delen av kinesiska muren som gick söder ut från Zijingguan förbi Daomaguan längs gränsen mellan Hebei och Shanxi förbi Guguan och möjligen så långt söder ut som till Wu'an. Totalt 390 km.

## Garnisoner under Xuanda
Xuanda är förkortning för Xuanfu och Datong med följande garnisoner:
- Xuanfugarnisonen (宣府) grundades av kejsar Yongle (r. 1402-1424).[2] Högkvarteret låg nära dagens Xuanhua. Ansvarsområdet var från Juyongguan norr om Peking till Huai'an nordost om Datong. På grund av sitt strategiska läge nordväst om Peking var muren i Xuanfu-garnisonen extra förstärkt. Totalt 510 km.
- Datonggarnisonen (大同) hade sitt högkvarter i Datong. Ansvarsområdet var från Tianzhen nordost om Datong till Qingshuihe vid Gula flodens nordöstra krök. Totalt 335 km.
- Taiyuangarnisonen (太原), även kallad Shanxigarnison, styrdes från Pianguan. Ansvarsområdet var från Hequ vid Gula floden möt öster förbi Yanmenguan mot Taihangbergen vid gränsen till Hebei till Zhenbao-muren. Totalt 800 km.

## Garnisoner under Shaanxi Sanbian
Följande garnisoner lydde under Shaanxi Sanbian:
- Yansuigarnisonen (延绥) hade sitt högkvarter i Yulin. Ansvarsområdet var från Fugu vid Gula floden till Yanchi i Ningxia nära gränsen mor Shaanxi. Totalt 885 km.
- Ningxiagarnisonen (宁夏) hade sitt högkvarter i Yinchuan vid Gula floden. Ansvarsområdet var från Yanchi till Zhongwei vid Gula floden.
- Guyuangarnisonen (固原), även kallad Shaanxiganison, hade sitt högkvoter i Guyuan i Ningxia. Ansvarsområdet var från Jingbian till Gaolan i Gansu vid Gula floden. Totalt 500 km.
- Gansugarnisonen (甘肃) hade sitt högkvarter i Zhangye. Ansvarsområdet var från Lanzhou vid Gula floden väster ut till Jiayupasset. Totalt 800 km.